# Korsord

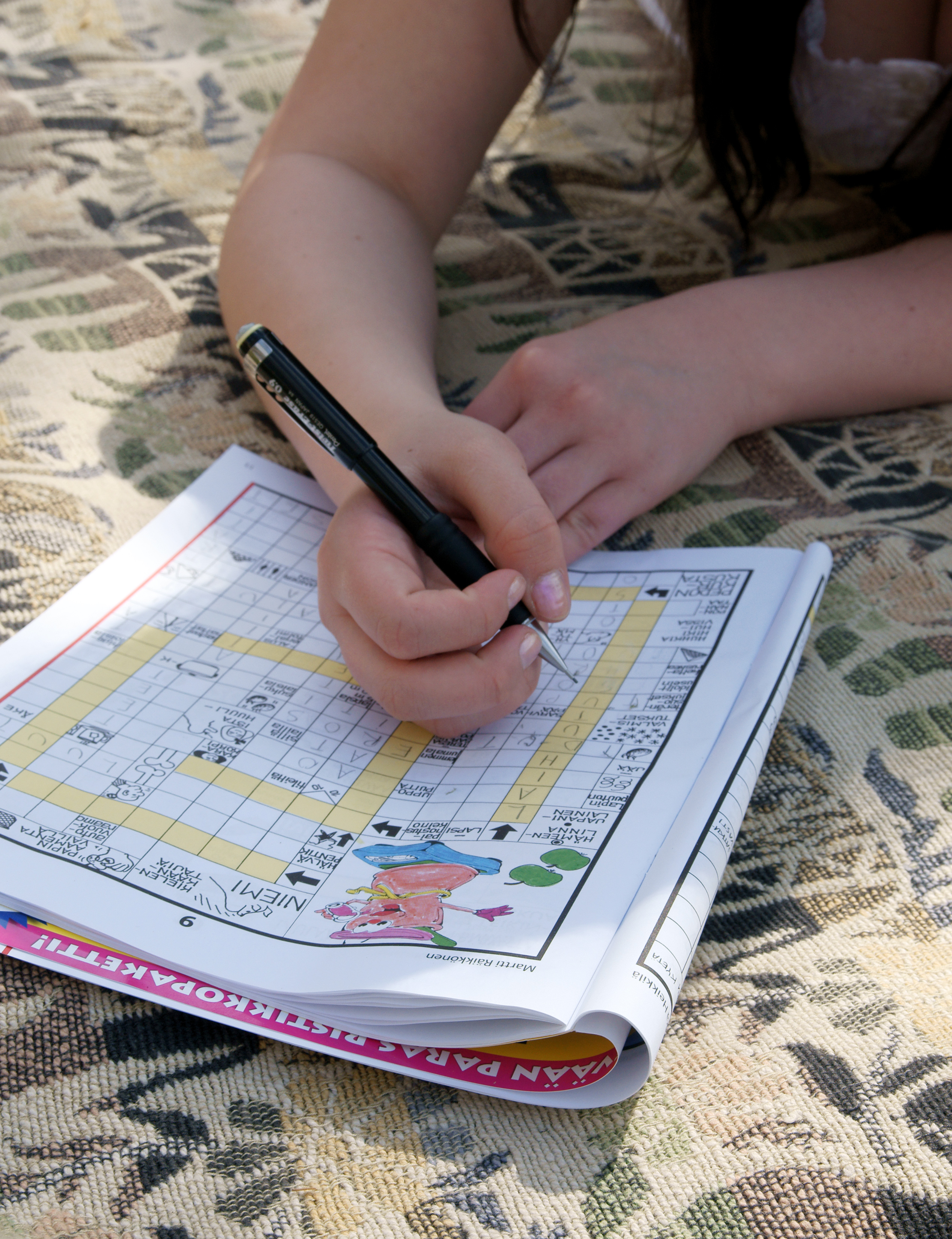
Korsordlösande, i det här fallet ett bildkryss (svenskt korsord).

Ett korsord, i vardagligt tal ofta kryss, är en ordgåta eller ett ordpussel utlagt i ett rutsystem. Ett korsord löses genom att man med hjälp av olika ledtrådar fyller rutsystemet med bokstäver så att ord (lösningen) bildas horisontellt och vertikalt. Svårigheten består dels i att tolka de mer eller mindre kryptiska och ofta kortfattade ledtrådarna, på fackspråk benämnda nycklar eller ledord. Dessutom är orden ihopflätade i båda riktningarna, och därför måste de ingående bokstäverna samtidigt passa i mer än ett ord. Den svenska benämningen korsord lanserades av Svenska Dagbladet 1925 och kom från engelskans motsvarighet crossword (puzzle).

## Korsordets historia
Ordgåtor av liknande typ har förekommit lika länge som bokstavsskriften. Man har hittat rutmönster med hieroglyfer i Ramses IV:s grav från 1000-talet f.Kr. och på lertavlor från Pompeji.

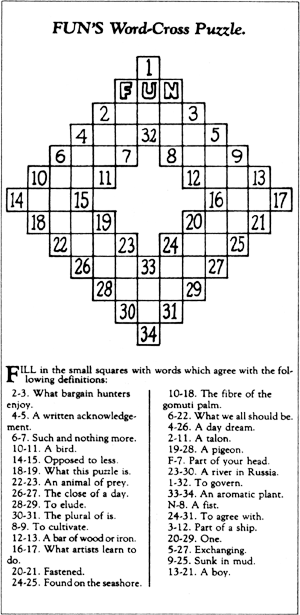
Det första moderna korsordet, publicerat i New York World 21 december 1913.

Enklare korsord med ett litet antal korsande ord förekom också i barnböcker och barntidningar under 1800-talet, men det första moderna korsordet avsett som ett tidsfördriv för vuxna publicerades första gången 21 december 1913 i tidningen New York World, ägd av tidningskungen Joseph Pulitzer. Konstruktören var en Liverpool-född journalist vid namn Arthur Wynne, och hans diamantformade skapelse hade namnet Word-Cross Puzzle. Den benämningen förvandlades snart till Cross-Word Puzzle och senare endast crossword.
Korsordet spreds därefter vidare till andra amerikanska tidningar och kom att få sitt stora genombrott under 1920-talet. Det skedde i ett korsordsformat (se bild på amerikanskt korsord här intill) utvecklat av amerikanerna Frank Gelett Burgess och Franklin Adams (1881–1960), vilka 1924 även publicerade den första korsordsboken. Vid samma tid introducerades även korsordet som fenomen i Europa.

### Korsord i Sverige
Det första svenska korsordet publicerades november 1924 (under benämningen ordfläta) i Göteborgs-Tidningen. Förebilden för Ferdinand Lärns (1900–1985) ordfläta var amerikansk (New York World), och vid den svenska introduktionen skrev denne:
| ”                               | Ovanstående är en sorts tankeställare som är särdeles populär i Amerika (”Cross word puzzle”). Man ger ut böcker med ordflätor, man tävlar i ”världsmästerskapet” i ordflätning och det påstås att dollargubbarna glömma sina affärer när de fått tag på en ordfläta. De äro verkligen mycket fascinerande. Man vill inte gärna ge upp när man väl börjat få ordning på lösningen. | „ |
| – Ferdinand Lärn, november 1924 | |   |

Lärns första ordfläta bestod av nio gånger nio rutor, där det längsta hade fem bokstäver. Denna form av ordtävling blev populär, och året efter lanserade Svenska Dagbladet egna ordflätor, nu under den från engelskan översatta termen korsord. Svenska Dagbladet var också december 1954 först med att lansera den svenska uppfinningen bildkorsord (bildkryss), med bilder och ledord inuti själva korsordet. Detta skedde på SvD-sidan "Familjekväll med Gösta Knutsson", där denne introducerade påfundet så här:
| ”                               | Kors och tvärs heter den pigga och moderna form av det klassiskt vordna korsordet, som Svenska Dagbladet nu lanserar för första gången i svensk dagspress. Ni slipper titta efter nyckelorden i långa förteckningar över vågrätt och lodrätt – de står bekvämt inpassade (ibland i form av små illustrationer) i anslutning till just de tomma rutorna, där problemen skall fyllas i. | „ |
| – Gösta Knutsson, december 1954 | |   |

Möjligen var det Bertil Geijer (1914–1993) som konstruerade det första bildkorsordet. Han tillverkade under ett antal år "Kors och tvärs", och hans korsord har på senare år återanvänts av Dagens Nyheter.
Bildkorsordet är idag den vanligaste typen av korsord i Sverige och angränsande länder. Det har spritts i via dags- och veckopress och står ofta för ryggraden i de specialiserade korsordstidningarna. I Sveriges Radio har dock Melodikrysset sänts varje lördagsförmiddag sedan 1965 – utan bilder (i samklang med mediet radio).
I Sverige lanserades 1957 den första tidningen helt och hållet ägnad korsord – Krysset. Tidningen gavs under många år ut av ett Bonnier-ägt förlag, men sedan 2010-talet drivs den av nederländskägda Keesing. På senare år har ett antal olika förlag givit ut korsordstidningar, och många dagstidningar har speciella korsordsbilagor.

## Typer av korsord
Det finns flera olika typer av korsord. Här listas några vanliga typer.
| T.v. – amerikanskt korsord – ett symmetriskt korsord utan bilder och med nycklarna placerade utanför rutsystemet. Layouten ger ett diagonalt intryck. T.h.: brittiskt korsord – ett symmetriskt korsord av amerikansk stil, dock utan det diagonala intrycket och med glesare ordflätning. |  | T.v. – amerikanskt korsord – ett symmetriskt korsord utan bilder och med nycklarna placerade utanför rutsystemet. Layouten ger ett diagonalt intryck. T.h.: brittiskt korsord – ett symmetriskt korsord av amerikansk stil, dock utan det diagonala intrycket och med glesare ordflätning. |
| T.v. – amerikanskt korsord – ett symmetriskt korsord utan bilder och med nycklarna placerade utanför rutsystemet. Layouten ger ett diagonalt intryck. T.h.: brittiskt korsord – ett symmetriskt korsord av amerikansk stil, dock utan det diagonala intrycket och med glesare ordflätning. |  | |

### Ordfläta
Ordflätan, flätan, är ett alltid helt symmetriskt och oftast bildlöst korsord där nycklarna står vid sidan om. Varje nyckel är numrerad och motsvarande nummer står också i den ruta i rutsystemet där lösningsordet ska börja. Detta är den vanligaste formen av korsord utanför Norden och den som slog igenom internationellt på 1920-talet. Beroende på variant kallas den ofta amerikanskt, japanskt eller brittiskt korsord. Kravet på symmetri i rutmönstret gör att en ordfläta har vissa likheter med sudoku.
| T.v.: novo – en komplicerad akrostikonvariant, ofta baserad på citat. T.h.: svenskt korsord, i Sverige i oftast benämnt bildkryss. Nycklarna finns alltid integrerade i krysset, i hela eller halva rutor. Ord eller hela fraser utgår från en eller flera bilder som monteras i rutmönstret. |  | T.v.: novo – en komplicerad akrostikonvariant, ofta baserad på citat. T.h.: svenskt korsord, i Sverige i oftast benämnt bildkryss. Nycklarna finns alltid integrerade i krysset, i hela eller halva rutor. Ord eller hela fraser utgår från en eller flera bilder som monteras i rutmönstret. |
| T.v.: novo – en komplicerad akrostikonvariant, ofta baserad på citat. T.h.: svenskt korsord, i Sverige i oftast benämnt bildkryss. Nycklarna finns alltid integrerade i krysset, i hela eller halva rutor. Ord eller hela fraser utgår från en eller flera bilder som monteras i rutmönstret. |  | |

### Akrostikon
Akrostikon är den enklaste varianten av korsord, främst avsett för barn. Ett akrostikon består av antal vågräta ord och ett långt lodrätt ord som går genom alla de vågräta orden. Akrostikon betyder egentligen en dikt där begynnelsebokstäverna i varje rad bildar ett ord.
Novo, eller dubbelkryss som DN kallar den version som infördes av Enar Åkered, är en komplicerad akrostikonvariant. Den består av ett akrostikon, där begynnelsebokstäverna i de vågräta orden exempelvis ska bilda namnet på upphovsmannen till ett citat. Det citatet fås om man flyttar över akrostikonets alla lösningsbokstäver till ett separat rutmönster, där varje ruta är numrerad för att motsvara en särskild ruta i akrostikonet. Citatet i tidningen Krysset är ett sådant korsord; Citerat i tidningen Sveriges Stora Semesterkryss är en något enklare variant utan det vertikala akrostikonordet.

### Bildkorsord
Bildkorsordet, bildkrysset, är ett korsord där nycklarna står i själva krysset. Rutsystemet innehåller också en eller flera bilder, var och en kombinerad med en eller flera (ofta gulmarkerade) lösningstexter. Denna form av korsord lanserades 1948 i danska dagstidningen Berlinske, och fram till 1952 hade tidningen ensamrätt på denna korsordstyp. I många språk kallas denna typ av korsord dock "svenskt korsord", och den är mest spridd i de nordiska länderna. Bildkryss används tidigt i konkurrerandet mellan olika tidningar, och efter att danska Information 1953 introducerat bildkryss i lördagsutgåvan steg upplagan med närmare 40 procent.
Korsord med nycklarna i rutmönstret (med eller utan bilder) syns dock här och var även utanför Norden. På engelska är en vanlig benämning arrowwords eller arrowword puzzles, och i ett sådant korsord markeras i regel alla (inte bara de oväntade såsom i svenska bildkryss) kopplingar mellan nyckel och lösning med pilar (arrows). Dylika korsord finns bland annat i Sydafrika, Israel och Storbritannien.
En variant av bildkrysset motsvaras av Glada Galleriet i tidningen Krysset. Det är ett bildkryss över ett uppslag, där bilden står vid sidan av rutmönstret. Lösningsorden ur bilden kommer dels via en mängd vågräta rader, dels via ett lodrätt, längre ord som motsvarar ett övergripande begrepp med anknytning till bilden. Detta korsord är således en kombination av ett bildkryss och ett akrostikon.

### Krypto
Kryptot är en variant uppfunnen 1962 i USA och som helt saknar nycklar. Rutmönstret är oftast asymmetriskt och har bild, men där nycklarna i ett bildkryss skulle skrivits ut finns svarta rutor. Alla de vita rutorna i ett krypto är numrerade, och varje nummer motsvarar en och samma bokstav. Lösningarna motsvarar faktiska svenska ord (ibland även kända förkortningar eller namn), och ett krypto löses bokstav för bokstav där man först testar en eller ett par bokstäver för att se om man därigenom kan skymta delar av faktiska ord. I regel är ett (kort) lösningsord redan ifyllt, vilket exempelvis kan ge svaret på vad 1, 2 och 3 ska motsvara för bokstäver den här gången. För att inte göra kryptot för svårt att lösa, bör varje nummer återfinnas minst två gånger; annars kan kryptot att ge flera möjliga lösningar, särskilt i en situation där ett antal bokstäver inte alls kommit till användning av konstruktören. Vidare krävs i denna korsordsvariant att orden har minst två bokstäver, för flätningens skull. Ett krypto kompletteras ofta av en siffernyckel (en rad numrerade rutor), där kryptolösaren kan fylla i och hålla ordning på motsvarande bokstäver.
Ett kryptokryss är ett korsning mellan ett krypto och ett bildkryss. Diagonalt genom rutmönstret går en skiljeline. På ena sidan skiljelinjen är rutmönstret del av ett bildkryss (med bilder och nyckelrutor), på den andra del av ett krypto (med svarta och numrerade rutor). Eftersom skiljelinjen går diagonalt, kommer ett antal av bildkryssdelens lösningsord att gå in i kryptodelen. Därmed ges där början på lösningen av kryptot.

### Flerspråkigt korsord
Ett flerspråkigt korsord har ord på flera språk (i regel två) i krysset. Bland annat kan engelska och svenska kombineras, där nyckeln är på det ena språket och lösningen på det andra. Denna variant finns bland annat i tidningen Sveriges Stora Semesterkryss.

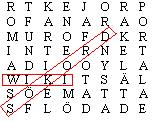
Ordsök – ett "omvänt" korsordspussel där orden i lösningen redan är utplacerade och det gäller att hitta dem.

### Ordsök
Ordsök (engelska word search; spanska sopa de letras) är ett "omvänt" korsord (se även dubbelkryss ovan) där bokstäverna redan är ifyllda. I det här fallet finns bokstäverna i en rektangulär, ramlös "ordhärva" (kallat sökordsmönster), flankerad av en lista med ord i ett visst ämne. Orden i listan ska man sedan leta upp och ringa in i sökordsmönstret, där orden kan stå vågrätt, lodrätt eller diagonalt (läst bak- eller framlänges). De kvarvarande bokstäverna – de som inte blir inringade – blir bokstäverna i det sökta tävlingsordet.
Ett anagramsökord är ett sökord där orden i ordlistan listas som anagram (i regel obegripliga sådana eller i form av märkliga namn). Därför måste lösaren först omvandla anagrammen till korrekt stavade ord eller namn enligt "temat för dagen", och sedan leta upp orden i sökordsmönstret.

### Bikupor och Ruterrutor
En annan variant är att ur en färdig ordlista placera ut alla orden i en tomt rutmönster. En variant producerades fram till 2012 för Aftonbladets måndagsbilaga Kryss & Quiz, där det gick under namnet Bikupan. I en bikupa placeras orden från ordlistan i ett regelbundet cirkulärt mönster, där alla ord består av sex bokstäver och där varannan bokstav delas med en angränsade "bikupecell". I en av bikupans celler finns ett ord redan utskrivet, motsvarande det utskrivna ordet i ett krypto. Bikupan ersattes av Ruterrutan, med längre, diagonalt placerade ord.

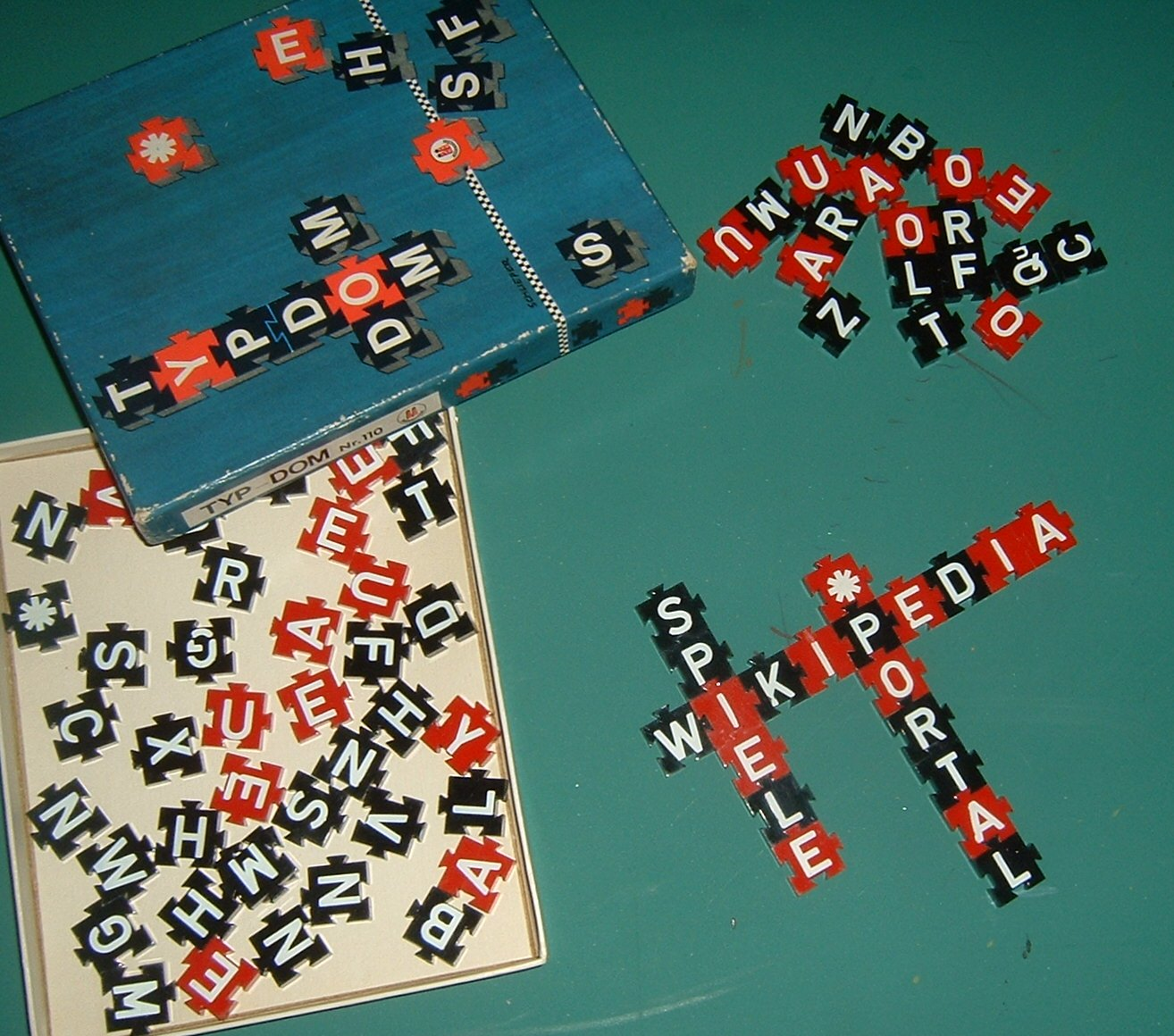
Typ-Dom, ett sällskapsspel baserat på korsordsprincipen.

### Korsordsspel
Det finns flera spel som är baserade på principen med korsord, ofta som sällskapsspel med bokstavsbrickor. Det mest framgångsrika av dem är Scrabble – i Sverige länge såld under namnet Alfapet – som inspirerades av bland andra Typ-Dom, patenterad 1936. Ett logiskt pusselspel som ibland något förvirrande (det här pusselspelet saknar helt ord/bokstäver) kallas för japanskt korsord är nonogrammet, även kallat japanskt bildkryss.

## Korsordslösandet

### Verktyg
På senare år har korsord börjat synas på webben och via särskilda smartphone-appar. Det vanligaste mediet är dock än så länge papper, vilket inkluderar dags- och veckopress, specialiserade korsordstidningar och korsordsböcker. Det innebär att korsord löses med penna, där vissa föredrar kulspets men det vanligaste nog är blyerts (särskilt i kryptosammanhang, där man i regel först testar en eller ett par lösningsvarianter). Ordböcker av olika slag, inklusive synonymordböcker och specialiserade korsordslexikon, finns i mångas bokhyllor, och det kanske viktigaste riktmärket för om ett ord är korrekt stavat eller inte är Svenska Akademiens ordlista (SAOL).

### Tävlingsord och tävlingar
Ett korsord har oftast vissa rutor särskilt markerade (i regel med siffror). När korsordet är löst, ska dessa rutor (lästa uppifrån och ner alternativt i nummerordning) ge ett tävlingsord. Detta tävlingsord fyller man i på en svarstalong i slutet av korsordstidningen eller skickar in till redaktionen via SMS eller dylikt, om man vill delta i utlottningen av de priser som oftast ges till några lösare av ett korrekt ifyllt kryss. Detta är mindre tidskrävande för tidningsredaktionen än att behöva nagelfara ett helt löst kryss som lämnats in.
Sedan 1987 arrangerar Hemmets Veckotidning SM i korsord. En konkurrerande SM-tävling startades 2011 av Bonnier Korsord.

### Medicinsk betydelse
Inte mycket till forskning om korsordens betydelse finns att tillgå. 2003 kom dock från USA en studie som hade pågått i 20 år. I studien påvisades bland annat att personer som regelbundet löser korsord eller spelar ett instrument minskar risken för demens med nästan två tredjedelar jämfört med andra. Forskarnas slutsats var att mentalt utmanande aktiviteter skapar fler hjärnceller som kan ta över när de gamla börjar dö.

## Produktion

### Korsordskonstruktion
Konstruktion av korsord sker nästan alltid hantverksmässigt, till skillnad från sudoku. Av konstruktören krävs språklig säkerhet, allmänbildning och humor. Ibland samarbetar en tecknare och en konstruktör, ibland arbetar konstruktören ensam. Idag finns det datorprogram som konstruerar korsord, men kvaliteten på sådana korsord är i många avseenden låg, och metoden används bara för att automatiskt generera ifyllnadsord under arbetets gång. Datorn har däremot fått en roll för att snabbt ge korsordet en prydlig grafisk form. Fortfarande behövs det en tecknare, men då mer för att rita bilderna och inte för att texta och dra snygga streck.
Korsordskonstruktionen innefattar flera steg. Det första brukar vara att hitta par av ledtrådar (ledordsfraser, nycklar) och svarsord (svar, lösning). Dessa läggs sedan upp i ett rutmönster så att de knyts samman genom gemensamma bokstäver. Därefter läggs ytterligare ord in för fylla ut de tomma områdena i korsordet, varefter ledord konstrueras till dessa. Ofta påbörjas konstruktionen (flätningen) av korsordet uppe till vänster och går diagonalt ner mot höger.

### Producenter
Förutom de regelbundna kryssen i de flesta dagstidningar och många andra tidningar, ges numera mellan 20 och 30 specialiserade korsordstidningar ut i Sverige.
Några av de största producenterna av korsord i Sverige är Bonnier Korsord, Aller media och Bulls Press. Både Bonnier och Aller köper korsord från konstruktörerna själva, har särskilda textare och publicerar korsorden i egna tidningar. Bulls producerar även korsorden för diverse tidningar och tidskrifter (bland annat Aftonbladet) och syndikerar ett par veckokryss till olika landsortstidningar genom TT.

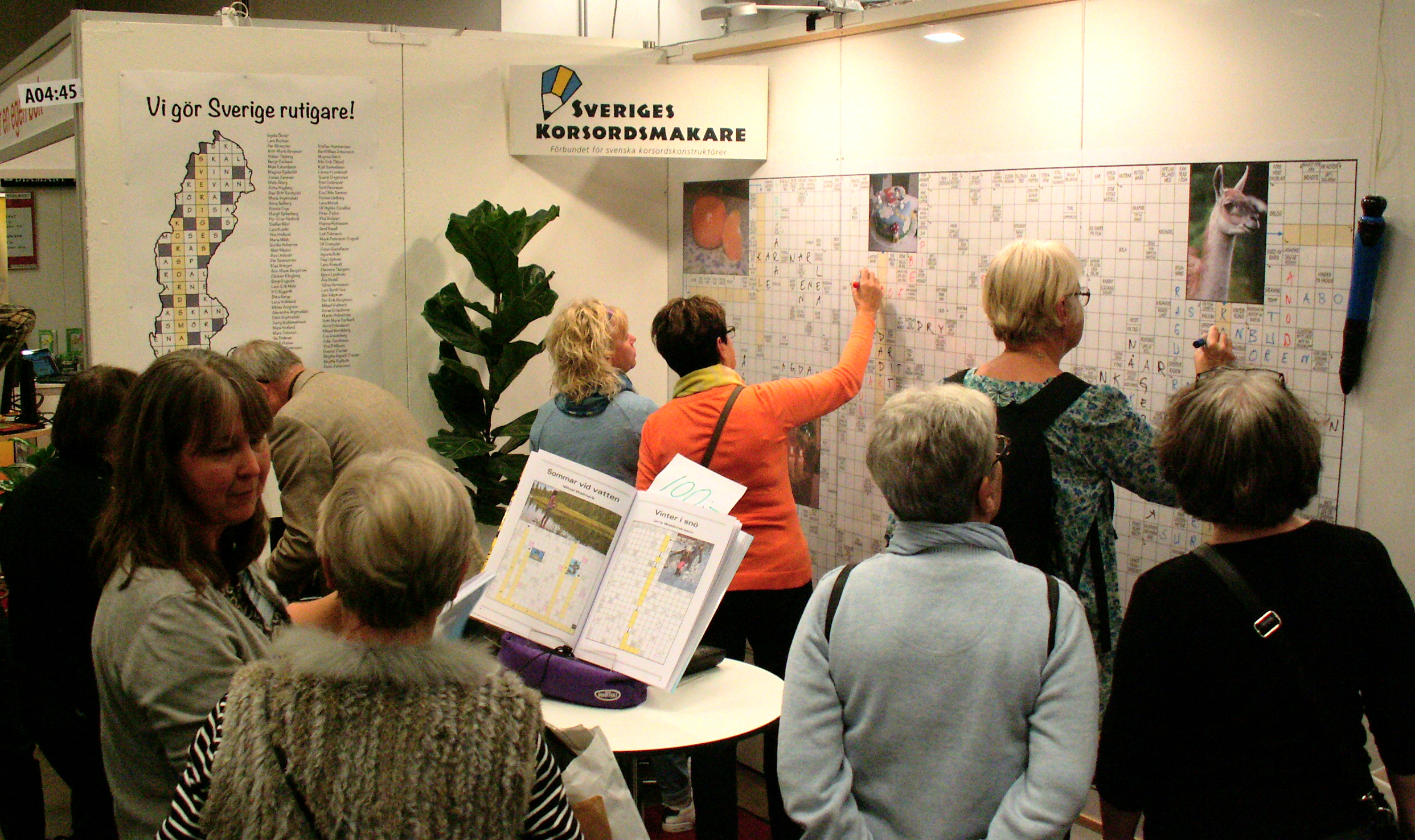
Korsord kan lösas ensamt eller tillsammans med andra. Det senare skedde i Sveriges Korsordsmakares monter på bokmässan i Göteborg 2013.

### Organisationer
I Sverige finns den fackliga organisationen Sveriges Korsordsmakare med undertiteln Förbundet för svenska korsordskonstruktörer. Förbundet grundades 2012 med syftet att arbeta för att främja och försvara Sveriges yrkesverksamma korsordsmakares intressen och villkor på arbetsmarknaden. Det inkluderar rekommendationer för olika slags ersättningsnivåer, spridande av yrkeskunskap och kvalitetstänkande inom den egna yrkeskåren samt utbyte av tankar och erfarenheter om korsord som fenomen.